# Primera División de Costa Rica 1929
Die Saison 1929 war die 9. Spielzeit der Primera División de Costa Rica, der höchsten costa-ricanischen Fußballliga. Es nahmen vier Mannschaften teil. Libertad holte seinen 3. Meistertitel.

## Austragungsmodus
- Die vier teilnehmenden Teams spielten in einer Einfachrunde (Hin- und Rückspiel) im Modus Jeder gegen Jeden den Meister aus.

## Endstand
| Pl.             | Verein             | Sp. | S | U | N | Tore    | Diff. | Punkte |
| --------------- | ------------------ | --- | - | - | - | ------- | ----- | ------ |
| 1.              | CS La Libertad     | 6   | 5 | 1 | 0 | 017:600 | +11   | 11     |
| 2.              | LD Alajuelense (M) | 6   | 3 | 0 | 3 | 016:130 | +3    | 06     |
| 3.              | SG Española        | 6   | 2 | 1 | 3 | 004:500 | −1    | 05     |
| 4.              | CS Herediano       | 6   | 1 | 0 | 5 | 006:190 | −13   | 02     |
| Stand: Endstand |                    |     |   |   |   |         |       |        |

## Pokalwettbewerb

### Copa Federación 1929
Die Copa Federación wurde vor der Saison im Frühjahr 1929 ausgespielt. 
CS La Libertad gewann das Finale mit 3:2 gegen CS Herediano.